# Мельгунов, Пётр Павлович
Пётр Па́влович Мельгуно́в (1847—1894) — русский ботаник и историк, педагог и учёный.

## Биография
Происходил из дворянского рода Мельгуновых. Родился 16 марта 1847 года.
Окончил 1-ю Московскую гимназию (1863) и Московский университет. Был преподавателем истории и географии: в Московском Николаевском институте, Практической академии, гимназии Ф. И. Креймана.
Основательно изучил флору Задонского, Елецкого и Липецкого уездов и составил богатейший гербарий в 8 томах. Председательствовал в особой комиссии по исследованию фауны Московской губернии и за сочинение о московской фауне получил от Общества любителей естествознания золотую медаль.
Умер в Москве 15 декабря 1894 года.

## Семья
Жена — Надежда Фёдоровна Грушецкая (1853, село Паниковец Елецкого уезда Орловской губернии—1916). Землевладелица, из дворянского рода Грушецких. Дочь Ф.А.Грушецкого,  сестра А.Ф.Грушецкого, генерал-майора.
В 1885 году семья распалась. Двое старших детей остались жить с отцом, а младшие — с матерью.
Дети:
- Екатерина (в замуж. Чигорина; род. в 1873—?) — старшая дочь; провинциальная артистка.
- Владимир (1874—1949), колежский асессор, крестьянский начальник в Приморском крае[5][6]. В эмиграции в Китае. Дети: сыновья — Юрий Владимирович (1911—1996)[7] и Игорь Владимирович (1912—1980-е)[8] были репрессированы, отбывали наказание в ИТЛ; дочь — Ирина Владимировна (в замуж. Никифорова; 1918—2005). Внук — Владимир Игоревич Мельгунов (род. 1942, Харбин, ск. 2005, Москва), биохимик.
- Ольга (в замуж. Тугаринова; 1875—?) — артистка Московской частной русской оперы. Один сезон пела в парижской «Гранд-Опера», была очень хороша собой и блистала в партии Кармен.
- Сергей (1879—1956) — историк, автор книги «Красный террор».
- Мария (1880— ?)